# کرنگوو
کرنگوو (به صربی: Krnjevo) یک منطقهٔ مسکونی در صربستان است که در ولیکا پلنا واقع شده‌است.